# Stahleckeria
Stahleckeria es un  género de dicinodonto que existió durante el Triásico Medio hace 240 millones de años; era similar al género Kannemeyeria y se ha descrito la especie Stahleckeria potens. Esta fue descubierta por el paleontólogo Friedrich von Huene en 1935, en el Sitio Paleontológico Chiniquá localizado dentro del parque Paleorrota en Brasil. Se llama así en honor a Rudolf Stahlecker.
Stahleckeria pudo medir unos 4 metros de longitud y pesar aproximadamente 400 kg. Este género fue contemporáneo del más grande y común Dinodontosaurus. Las diferencias entre Stahleckeria y Dinodontosaurus pueden reflejar adaptaciones para alimentarse de especies de plantas diferentes.
Los fósiles de Stahleckeria potens se encuentran actualmente en Alemania en el museo de la Universidad de Tübingen.